# Kurt Diebner

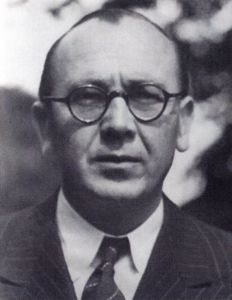
Kurt Diebner

Kurt Diebner (Nessa, 13 maggio 1905 – Oberhausen, 13 luglio 1964) è stato un fisico tedesco, membro del progetto di energia nucleare tedesco nella Germania nazista che provò a sviluppare armi nucleari tramite l'arricchimento dell'uranio.

## Biografia
Il progetto di Diebner era in concorrenza con quello di Werner Karl Heisenberg, che apparentemente era diretto a sviluppare energia nucleare e creare plutonio. Alcune fonti sostengono che Heisenberg era il capo dei fisici nucleari nazisti, ma in termini finanziari i vertici dello stato tedesco ritenevano Kurt Diebner e il suo progetto più importanti. Il progetto di Diebner fu sotto il comando del Generale Eric Schumann. Dopo l'attentato del 20 luglio 1944 a Hitler, Heinrich Himmler e le SS presero il controllo del progetto nazista per la bomba atomica. 
Diebner fu portato negli Stati Uniti alla fine della guerra mediante l'Operazione Paperclip. Molto di quello che Diebner e la sua squadra fecero durante la guerra è ancora sconosciuto ed al riguardo sono state fatte molte speculazioni. Un libro di Rainer Karlsch (Hitlers Bombe, Deutsche Verlagsanstalt, 2005) afferma sulla base di testimonianze che la squadra di Diebner effettuò due test, uno sull'isola di Rügen con una bomba sporca e l'altro presso la base militare di Ohrdruf, in Turingia.
Secondo la ricostruzione di Karlsch, il gruppo di ricerca guidato da Diebner, al centro sperimentale di Gottow, sito nei dintorni di Berlino e coperto dal segreto di Stato, riuscì a costruire un reattore nucleare tra il 1943 e il 1944 e addirittura ottenne sia pur per pochi minuti o ore una reazione a catena nell'autunno del 1944. È altresì noto che Heisenberg non riuscì mai a costruire un reattore funzionante.
Il racconto di Karlsch presenta molte analogie con le memorie del giornalista Luigi Romersa, inviato dal Duce nell'ottobre 1944 in Germania per comprendere i segreti delle nuove armi di Hitler (Le armi segrete di Hitler, Mursia, 2005, in 4 volumi). Romersa racconta il suo incontro con Göbbels a Berlino e poi con Hitler a Rastenburg, la visita alla base di Peenemünde, dove assistette all'assemblaggio della V2 e conobbe lo scienziato tedesco Wernher von Braun; ma soprattutto il suo essere testimone di un esperimento di deflagrazione a terra di un ordigno nucleare sull'isola di Rügen, nel mar Baltico.